# Johann Melchior Gletle
Johann Melchior Gletle, född juli 1626, död 6 september 1683. Han var en schweizisk organist, kapellmästare och kompositör. 
Gletle föddes i Bremgarten. Han var en produktiv kompositör av kyrkomusik. Han skrev mässor, psalmer, motetter och flera stycken för trombamina.   Han dog 57 år gammal i Augsburg. 

## Verk, utgåvor och inspelningar

### Verk
- Motetta Sacra concertata op. 1 (1667)
- 36 Trompeter-Stückle (1675). Herausgegeben von Christian Blümel, Förlag Mark Tezak, Leverkusen 1985.
- Beatus Vir (Psalm 111) (1676/1677). Förlag C. Hofius, Ammerbuch 2010.
- Expeditio musicae, classis IV op. 5 (1677). 
  - Cantate Domino, Motett för sopran, tenor, 2 fioler, 2 altfioler, cello och generalbas. Utgiven av Eberhard Hofmann, utgåva Musica Rinata, Ditzingen 2005.
  - O wie ein så rauhe Krippen. Musica pretiosa Verlag, Vilsbiburg 1996.
  - Puellule decore, Pastorella. Utgåva Walhall, Magdeburg 2005.
- Litaneien op. 6 (1681).
- Marienvesper
- O benignissime Jesu, Motette. Förlag Les Cahiers De Tourdion, Strasbourg 2001. [8]

### Inspelningar
- Vespers i Wien. Pierre Cao
- Complete Motets Op. 5 4CD Daniela Dolci 
  - Celebremus Cum Gaudio Motets Op.5 och Op.1
  - Triomphale Canticum Motets Op.5 och Op.1